# Антоніо-Марія Роуко-Валера
Анто́ніо-Марі́я Ро́уко-Вале́ра (ісп. Antonio María Cardinal Rouco Varela; нар. 20 серпня 1936) — кардинал Католицької церкви. Архієпископ Мадридський (1994—2014) і Компостельський (1984—1994). Народився у Вільбабі, Іспанія. Випускник Папського Саламанкського університету (1954—1958). Священник Мондоньєдо-Феррольської діоцезії (1959—1976). Єпископ-помічник Компостельський (1976—1984). Титулярний єпископ Гергіський (1976—1984). Кардинал-священик Церкви святого Лаврентія в Дамасо (з 1998), учасник конклавів 2005 і 2013 років. Голова конференції єпископів Іспанії (1999—2005, 2008—2014). Теолог, доктор канонічного права (Мюнхенський університет, 1964). Виступав за збереження традиційних християнських цінностей в іспанському суспільстві, критикував державну політику культурного релятивізму, був противником абортів і легалізації гомосексуальних шлюбів в Іспанії.

## Біографія
- 20 серпня 1936: народився у Вільбабі, Іспанія.
- 28 березня 1959: у 22-річному віці прийняв таїнство священства; став священником Мондоньєдо-Феррольської діоцезії[3].
- 17 вересня 1976: у 40-річному віці призначений єпископом-помічником Компостельським[3].
- 31 жовтня 1976: призначений титулярним єпископом Гергіським[3].
- 9 травня 1984: у 47-річному віці, за понтифікату Івана-Павла ІІ, призначений архієпископом Компостельським[3].
- 28 липня 1994: у 57-річному віці призначений архієпископом Мадридським[3].
- 21 лютого 1998: у 61-річному віці призначений кардиналом-священиком Церкви святого Лаврентія в Дамасо[3].
- 28 серпня 2014: у 78-річному віці склав повноваження архієпископа Мадридського[3].